# Nowy Folwark (województwo świętokrzyskie)
Nowy Folwark (dawniej Folwark) – wieś w Polsce, położona w województwie świętokrzyskim, w powiecie buskim, w gminie Busko-Zdrój.
W latach 1975–1998 miejscowość administracyjnie należała do województwa kieleckiego.

## Części wsi
| SIMC    | Nazwa | Rodzaj    |
| ------- | ----- | --------- |
| 0231700 | Dębów | część wsi |

Do 2006 roku wieś nosiła nazwę Folwark. Nazwa została zmieniona rozporządzeniem Ministra Spraw Wewnętrznych i Administracji z 15 grudnia 2006.